# سیارک ۶۱۱۹۵
سیارک ۶۱۱۹۵ (به انگلیسی: 61195 Martinoli، نامگذاری:2000OU2) شصت و یک هزار و صد و نود و پنجمین سیارک کشف شده‌است که در ۲۸ ژوئیه ۲۰۰۰ کشف شد.